# Siergiej Markow (1878–1918)
Siergiej Leonidowicz Markow (ros. Сергей Леонидович Марков; ur. 25 czerwca?/7 lipca 1878 w guberni sankt-petersburskiej, zm. 26 czerwca 1918 w stanicy Mieczotinskiej na Kubaniu) – rosyjski wojskowy, generał porucznik, jeden z twórców i dowódców białej Armii Ochotniczej.

## Życiorys

### Kariera wojskowa w Imperium Rosyjskim
Ukończył 1 korpus kadetów w Moskwie w 1895 r., a następnie Konstantynowską Szkołę Artylerii w 1898 i Nikołajowską Akademię Sztabu Generalnego sześć lat później. 
W czasie wojny rosyjsko-japońskiej był starszym adiutantem sztabu 1 Syberyjskiego korpusu armijnego i pozostawał na tym stanowisku do 1907 r. Następnie od czerwca 1907 r. do stycznia roku następnego był zastępcą starszego adiutanta sztabu Warszawskiego Okręgu Wojskowego, natomiast od czerwca 1908 r. do 1911 r. zastępcą kierownika wydziału w kwatermistrzostwie Zarządu Głównego Sztabu Generalnego. Od 1911 r. w stopniu podpułkownika wykładał na Mikołajowskiej Akademii Sztabu Generalnego. Walczył w armii Imperium Rosyjskiego podczas I wojny światowej. W 1915 r. został szefem sztabu 4 dywizji, na froncie austriackim, następnie w marcu tego samego roku – dowódcą 13 pułku strzelców. W grudniu 1915 r. otrzymał awans na generała majora i pełnił odtąd funkcję generała do poruczeń przy dowództwie 10 Armii.

### Rewolucja 1917 r. i wojna domowa
Po rewolucji lutowej Siergiej Markow objął obowiązki drugiego generała-kwatermistrza Kwatery Głównej oraz naczelnika sztabu Frontu Zachodniego i Południowo-Zachodniego. Był najbliższym współpracownikiem gen. Antona Denikina. Był jednym z oficerów aresztowanych po tzw. sprawie Korniłowa i skierowanych, zgodnie z decyzją szefa sztabu wodza naczelnego gen. Michaiła Aleksiejewa, do twierdzy w Bychowie. Aleksiejew faktycznie uratował ich przed natychmiastowym procesem o zdradę stanu i pozostawał z zatrzymanymi w kontakcie. 19 listopada, już po rewolucji październikowej i przejęciu władzy w Piotrogrodzie przez bolszewików, osadzeni zbiegli z Bychowa. Markow udał się nad Don w przebraniu zwykłego żołnierza, do Nowoczerkaska przybył 5 grudnia. Był jednym z przywódców tworzonego przez gen. Aleksiejewa zbrojnych sił antybolszewickich. Został mianowany dowódcą 1 pułku oficerskiego, który sam organizował.
W końcu lutego 1918 r. brał udział w odwrocie świeżo sformowanych sił białych z Rostowa i Nowoczerkaska na Kubań (marsz lodowy), co uchroniło je przed rozbiciem w obliczu zajęcia obydwu miast przez bolszewików. Już podczas marszu, podczas kilkudniowego postoju w stanicy Olginskiej, głównodowodzący Armii Ochotniczej gen. Ławr Korniłow potwierdził mianowanie go na dowódcę 1 pułku oficerskiego.  6 marca 1918 r. pułk Markowa stoczył pod Leżanką bitwę z miejscowym oddziałem bolszewickim, zmuszając go do wycofania się, co było pierwszym zwycięstwem białych podczas marszu lodowego i znacząco podniosło niskie dotąd morale żołnierzy Armii Ochotniczej. W końcu marca 1918 r. wspólnie z gen. Iwanem Romanowskim spotkał się w stanicy Nowo-Dmitrijewskiej z delegacją Kozaków kubańskich, podczas którego ustalono warunki wcielenia antybolszewickiej Armii Kubańskiej do Armii Ochotniczej. 22 marca 1918 r. powierzono mu dowodzenie 1 brygadą piechoty Armii Ochotniczej.  
Brygada Markowa brała udział w nieudanym ataku Armii Ochotniczej na Jekaterynodar w marcu-kwietniu 1918 r. Gdy po pierwszych trzech dniach ataków na miasto czerwoni nadal zaciekle go bronili, Markow zaczął skłaniać się ku odstąpieniu od oblężenia, jednak głównodowodzący gen. Ławr Korniłow był zdania, że należy je prowadzić dalej choćby po to, by zginąć z honorem. 13 kwietnia 1918 r. Korniłow zginął, gdy w jego kwaterę uderzył pocisk artyleryjski. Nowym głównodowodzącym Armii Ochotniczej został gen. Anton Denikin, chociaż to Siergiej Markow, z racji wielkiej odwagi, był w tym momencie najpopularniejszym z dowódców białych na południu Rosji.  
1 czerwca powierzono mu dowodzenie 1 dywizją piechoty, powstałą dzięki powiększeniu brygady, którą dotąd kierował. Został śmiertelnie ranny w czerwcu 1918 r. w pobliżu Szablijewki, w bitwie o Torgową, stację kolejową na strategicznej linii z Jekaterynodaru do Carycyna. 1 pułk oficerski na jego cześć został nazwany jego imieniem. 
Odznaczony orderem Świętego Włodzimierza z mieczami i kokardą oraz oficerskim krzyżem św. Jerzego.

## Upamiętnienie
W 2004 r. w Salsku (miasto, które rozwinęło się przy stacji Torgowej) odsłonięto pomnik Markowa. Był to pierwszy w historii Rosji poradzieckiej pomnik oficera białej armii.
Pamięć o Markowie jest kultywowana również w soborze Wniebowstąpienia Pańskiego w Nowoczerkasku, tradycyjnie świątyni Kozaków dońskich, w której w 2002 r. ustawiono kiot z ikoną św. Sergiusza z Radoneża z tablicą upamiętniającą Siergieja Markowa i żołnierzy jego pułku.